# Turanovac
Turanovac je naselje u Republici Hrvatskoj, u sastavu Općine Lukač, Virovitičko-podravska županija. 

## Stanovništvo
Prema popisu stanovništva iz 2001. godine, naselje je imalo 825 stanovnika te 281 obiteljskih kućanstava.
| broj stanovnika | 750   | 808   | 830   | 928   | 1135  | 1290  | 1303  | 1532  | 1560  | 1575  | 1476  | 1190  | 970   | 887   | 825   | 695   | 563   |
|                 | 1857. | 1869. | 1880. | 1890. | 1900. | 1910. | 1921. | 1931. | 1948. | 1953. | 1961. | 1971. | 1981. | 1991. | 2001. | 2011. | 2021. |

## Kultura
KUD Seljačka sloga Turanovac osnovana je 1954. i od tada radi s kraćim prekidima, a od 1997. radi neprekidno. U udruzi djeluju 4 sekcije: dječja folklorna skupina, pjevačka skupina, tamburaška i folklorna skupina.